# Миха Пинтар
Миха Пинтар – Толедо (Шентруперт, код Клагенфурта, 2. април 1913 — Локовица, код Велења, 3. јун 1942), учесник Шпанског грађанског рата и Народноослободилачке борбе и народни херој Југославије.

## Биографија
Рођен је 1913. године у Шентруперту код Клагенфурта. Отац му је био железничар, који се после Првог светског рата с породицом преселио у Дравоград, а затим 1924. у Руше код Марибора. Након завршене основне школе, Пинтар је јуна 1934. завршио школовање у грађанској и учитељској школи у Марибору. Затим је одслужио војни рок у Сарајеву и Битољу. У војсци се прикључио групи левичара и од тада је постао активан у револуционарном покрету. Године 1935. постао је члан Комунистичке партије Југославије. Кратко је време радио као учитељ у Селници на Драви и у Прелоки, Бела крајина.

### Шпански грађански рат
Почетком августа 1937. кренуо је преко Париза у Шпанију. Власт је убрзо потом издала потерницу за њим.
У Шпанији је учествовао у тешким борбама које је водила 129. интернационална бригада. Неколико пута је био рањаван. Саборци су му у Шпанији дали андимак Уча.
Након повлачења Интернационалних бригада из рата, Пинтар је од фебруара 1939. до маја 1941. био у француским логорима за оне који су илегално упали у Шпанију а њихове државе их нису хтеле назад. Провео је време у логорима Сен-Сипријен, Жирс и Верне. У логору је био све док се са групом другова није пријавио за рад у Немачкој. Били су распоређени на рад у Десау, одакле су побегли и вратили се у окупирану Југославију у којој су већ текле припреме за оружани устанак.

### Народноослободилачка борба
Средином августа 1941. године, Пинтар се са друговима, такође шпанским борцима, Драгом Млакаром и Францом Добрничем, прикључио шалешкој партизанској групи, која је међу осталим 27. августа 1941. припремила заседу немачком министру унутрашњих послова др Вилхелму Фрику, која додуше није успела. Борци шалешке групе прикључили су се средином септембра 1941. Похорској партизанској чети, а Пинтар је постао њен командир. Тада је добио партизанско име Толедо. Дана 17. септембра похорски су партизани под Толедовим вођством напали јачи одред немачке војске на Клопном врху и победили. Окупатор је након ове партизанске победе Похорје прогласио затвореном зоном. Са Штајерским батаљоном, у који је укључена и Похорска чета почетком октобра 1941, Толедо је као командир чете учествовао у припремама за напад и у нападу на Шоштањ у ноћи 7/8. октобра 1941. године. Напад је успео и имао велик одјек; то је био први партизански напад на град у окупираној Словенији. Надаље је учествовао у борбама Штајерског батаљона с Немцима на Добровљама 26. октобра 1941. и у тешком брежичком походу Штајерског батаљона.
После деконцентрације Штајерског батаљона новембра 1941. Толедо је с групом партизана отишао на рушко Похорје где је у пролеће 1942. најпре водио Рушку чету. Маја 1942. постао је командир шалешке групе Првог штајерског батаљона. Првог јуна 1942. Немци су у Равнама код Шоштања, услед издаје, изненада напали шалешку групу. Партизани су кренули на све стране, те је једино решење био бег. Толедо је ипак успео да баци бомбу међу групу немачких војника, од којих су двојица била рањена а један погинуо.
Из Толедове групе рањена су два партизана у ноћи 3/4. јуна 1942. године. Партизану Јаку метак је разбио колено и Пинтар није хтео да га остави самог. Ујутро 3. јуна возио је рањеника према ивици Шалешке долине како би се склонили у шуму; Немци су их пратили. Пинтар се могао спасити, али није напуштао рањеног. Пренео га је преко речице Паке и кад су га полицајци у непосредној близини шуме стигли, положио је рањеника, кренуо у јуриш на Немце и пао смртно погођен.
Почетком августа 1942. нацисти су ухапсили Пинтарову баку, мајку и сестру. мајка и сестра су умрле у концентрационом логору Аушвиц.
Указом председника Федеративне Народне Републике Југославије Јосипа Броза Тита, 21. јула 1953. године, проглашен је за народног хероја.